# Góry zrębowe

Góry zrębowe i rowy tektoniczne

Góry zrębowe (góry załomowe) – góry powstałe w wyniku względnego dźwigania pewnego obszaru.
Powstają wskutek naprężeń w skorupie ziemskiej, wywołanych działaniem sił tektonicznych, które prowadzą do pękania i przemieszczania mas skalnych wzdłuż linii spękania, czyli uskoków. Trwająca miliony lat aktywność sejsmiczna, czasami połączona z ruchem płyt, może przesuwać masy skalne wzdłuż uskoków o setki kilometrów w poziomie i kilka kilometrów w pionie. Przykładem gór zrębowych są Sudety, Góry Smocze, Harz, Schwarzwald, Wogezy, Tienszan.